# MAXtv SAT
MAXtv SAT je usluga digitalne satelitske televizije (DTH - direct to home), tvrtke Hrvatski telekom, hrvatskog pružatelja telefonskih, internetskih i usluga kabelske televizije. 

## Emitiranje i kodiranje
MAXtv SAT omogućava istovremeni prijem 2 satelita, a tijekom instalacije odabire se hoće li se uz Eutelsat gledati i FTA programe s Hotbird-a (13° istočno) ili Astre (19,2° istočno), ili pak zatražiti nadogradnju za prijem s 3 satelita koji se dodatno naplaćuje.

## Unutarnje poveznice
- MAXtv
- Hrvatski Telekom

## Vanjske poveznice
- Službena web stranica Hrvatskog Telekoma
- MaxTV Satelit